# Gagea bashoensis
Gagea bashoensis är en liljeväxtart som beskrevs av Syed Irtifaq Ali. Gagea bashoensis ingår i Vårlökssläktet och i familjen liljeväxter. Inga underarter finns listade.